# Biomúsica
Biomúsica é uma modalidade de música experimental que trabalha com sons criados ou executados pos seres vivos que não os humanos. A definição é às vezes estendida no intuito de incluir sons produzidos por humanos, quando vistos diretamente sob o prisma da biologia. Por exemplo, a música que é criada pelas ondas cerebrais do compositor pode também ser chamada de biomúsica.
A biomúsica pode ser dividida em duas categorias básicas: músicas criadas exclusivamente pelos animais (ou plantas em alguns casos), e músicas baseadas nos ruídos e sons emitidos por animais, mas que são arranjos de um compositor humano. Algumas formas de biomúsica utilizam sons gravados da natureza como parte da música, por exemplo, a música New Age usa os sons da natureza como fundo de uma peça musical, e a música ambiente às vezes usa estes sons, modificados com reverberações e atrasos, para fazer versões "espaciais" dos sons da natureza como parte do ambiente.